# Pitsane Siding
Pitsane Siding est une ville du Botswana.